# Лугинецкий
Лугинецкий — вахтовый посёлок в Парабельском районе Томской области. 

## География
Находится между реками Чижапка и Екыльчак. 

## История
Построен для эксплуатации Лугинецкого нефтегазоконденсатного месторождения. Назван именем геолога И. П. Лугинца (1911—1966).
В 1997 году было начато строительство Лугинецкой газокомпрессорной станции для утилизации попутного нефтяного газа. Станция была введена в эксплуатацию нефтяной компанией ЮКОС 18 июня 2002 года.

## Инфраструктура
Есть вертолётная площадка.